# Гнатишин Іван Миколайович
Іван Миколайович Гнатишин (20 червня 1951, Вашківці, Вижницький район, Чернівецька область, Українська РСР, СРСР) — український дипломат, Надзвичайний і Повноважний Посол України в Республіці Молдова у 1996–2000 та з 2015 по 2019 роки.

## Життєпис
Народився в м. Вашківці, Вижницький район, Чернівецька область.
Закінчив Чернівецький житлово-комунальний технікум (1974), технік-будівельник; Чернівецький національний університет імені Юрія Федьковича (1980), економіст.
З серпня 1968 — токар Вашківецької фабрики господарського інвентарю.
З травня 1969 — служба в Прикордонному ВО.
З серпня 1971 по 1974 — учень житлово-комунального технікуму м. Чернівці.
З березня 1974 року — технік, майстер, ЖЕК N 3 м. Чернівці.
З серпня 1975 — інженер з технагляду житлового управління виконкому Чернівецької міськради.
З грудня 1975 — начальник ЖЕКу № 7, житлового управління Ленінського р-ну Чернівців.
З вересня 1979 — головний інженер, начальник міського житлового управління м. Чернівців.
З березня 1985 року — 1-й заступник голови виконавчого комітету Чернівецької міської ради народних депутатів;
З листопада 1986 по січень 1990 року — заступник голови обласної планової комісії; 1-й заступник голови виконавчого комітету Чернівецької обласної ради народних депутатів, начальник головного планово-економічного управління Чернівецького облвиконкому.
З 20 січня 1990 по квітень 1992 — голова виконавчого комітету Чернівецької обласної ради народних депутатів; голова Чернівецької обласної ради народних депутатів.
У червні 1990 року обраний членом бюро Чернівецького обкому КПУ.
З квітня 1992 по червня 1994 — обирається головою Чернівецької обласної ради народних депутатів.
З 1992 по 31 березня 1995 — представник Президента України в Чернівецькій області.
З 1995 по 1996 — голова Чернівецької облдержадміністрації.
З березень 1996 по грудень 2000 — Надзвичайний і Повноважний Посол України в Республіці Молдова.
З 2000 — керівник Департаменту з адміністративно-фінансових питань, документації та архіву МЗС України.
З 2002 по 2003 — Директор Департаменту адміністративно-фінансових питань, документації та архіву МЗС України;
З 2003 по 2004 — Посол з особливих доручень МЗС України;
З 2004 по 2006 — Надзвичайний і Повноважний Посол України в Республіці Словенія;
З 2006 по листопад 2007 — директор Валютно-фінансового департаменту МЗС України;
З листопада 2007 до лютого 2011 — заступник Міністра закордонних справ України. На даний час перебуває на посаді головного радника Міністра закордонних справ України.
З 29 липня 2015 по 25 квітня 2019 — Надзвичайний і Повноважний Посол України в Молдові.

## Нагороди
- Ордени «За заслуги» III[11], ІІ[12], І ступенів. Почесний громадянин Буковини (4.07.2017).